# Martin Bell (Regisseur)

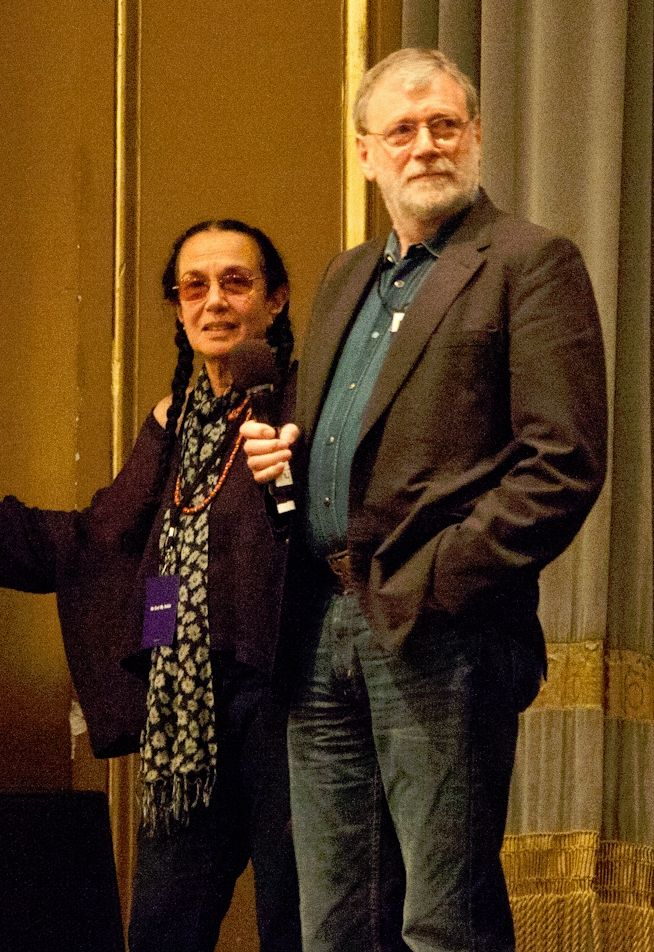
Martin Bell

Martin Bell (* 16. Januar 1943) ist ein amerikanischer Regisseur. Bekannt wurde er 1984 durch den Dokumentarfilm Streetwise – Straßenkinder, in dem er Straßenkinder aus Seattle porträtierte. Dafür wurde er auf dem Sundance Film Festival für den Grand Jury Prize nominiert und erhielt den Special Jury Prize. Zusammen mit Peter Silvermann griff er später eines der Schicksale aus dem Film auf und drehte 1992 den Spielfilm American Heart mit Jeff Bridges und Edward Furlong. 1999 drehte er fürs Fernsehen den Film Brotherhood of Murder mit William Baldwin über eine White-Supremacy-Gruppe. Es folgten vor allem Kurzfilme.

## Filmografie (Auswahl)
- 1984: Streetwise – Straßenkinder (Streetwise)
- 1992: American Heart
- 1996: Zwischen den Welten (Hidden in America)
- 1999: The Order – Kameradschaft des Terrors (Brotherhood of Murder)
- 2019: Balance, Not Symmetry